# Rhaphidostegium callidum
Rhaphidostegium callidum là một loài rêu trong họ Sematophyllaceae. Loài này được (Mont.) A. Jaeger mô tả khoa học đầu tiên năm 1878.